# .22 Corto
El .22 Corto (.22 Short en inglés) es un cartucho de percusión anular para revólver, desarrollado en 1857 para el primer revólver de Smith & Wesson. Fue el primer cartucho metálico estadounidense.

## Desarrollo
Basado en el 6 mm Flobert, apareció en 1857 para el revólver Smith & Wesson Modelo 1. Inicialmente fue llamado .22 Rimfire y montaba una bala de 1,87 g o 1,94 g, con una carga propulsora de 0,25 g de pólvora negra. Con la introducción del .22 Long en 1871, fue rebautizado .22 Corto (.22 Short).
A partir de 1927, Remington lo cargó con una pólvora no corrosiva, evitando así la corrosión de los cañones por residuos de azufre y clorato de potasio del compuesto anterior.
Desarrollado para autodefensa, el moderno .22 Corto todavía es empleado en algunas pistolas y revólveres de bolsillo, aunque es principalmente empleado como un cartucho poco ruidoso para practicar tiro al blanco. El .22 Corto fue popularmente utilizado en puestos de tiro al blanco de ferias y parques de diversiones; varias empresas armeras produjeron modelos "de salón" calibrados para el .22 Corto. A causa de su bajo retroceso y buena precisión, el .22 Corto fue empleado para la disciplina olímpica de tiro rápido con pistola a 25 metros hasta 2004, así como en la sección de tiro del pentatlón moderno antes de ser reemplazado por pistolas de aire comprimido.

## Prestaciones
Se trata de un cartucho de pequeño calibre, el menos potente de uso común al día de hoy.
Casi sin retroceso y pequeño, por este motivo era usado en armas deportivas y menos para realizar disparos rápidos. En especial en la disciplina olímpica de Pistola Velocidad y usualmente se ocupa además en tiro deportivo junior. Actualmente ha caído en desuso debido a que la nueva reglamentación obliga al uso de pistolas que disparen el .22 Long Rifle para esta disciplina.
Como cartucho de defensa es bastante deficiente, aunque se ha usado en algunas pequeñas pistolas. Debido a su escaso poder de detención, que hace que seguramente no logre derribar de un disparo (ni seguramente de varios) de forma inmediata al blanco, salvo impactos a corta distancia en zonas vitales o especialmente sensibles.
Monta una bala de 1,8 gramos, que sale a una velocidad de 220 m/s y desarrolla 43 julios.